# Bisza (Syria)
Bisza – wieś w Syrii, w muhafazie Aleppo, w dystrykcie As-Safira. W 2004 roku liczyła 291 mieszkańców.